# Pamphilius fumipennis
Pamphilius fumipennis är en stekelart som först beskrevs av Curtis 1831.  Pamphilius fumipennis ingår i släktet Pamphilius, och familjen spinnarsteklar. Arten har ej påträffats i Sverige.